# 8-4
8-4, Ltd. (有限会社ハチノヨン Yūgen Gaisha Hachi no Yon?) es una empresa japonesa de localización de videojuegos con sede en Shibuya, Tokio. La compañía fue fundada en 2005 por Hiroko Minamoto y el ex editor de Electronic Gaming Monthly (EGM), John Ricciardi. A ellos se unió el colega de Ricciardi en EGM, Mark MacDonald, en 2008, quien partió en 2016 para trabajar como vicepresidente de Producción de Negocios y Desarrollo en Enhance Games. Realiza la traducción y localización del japonés al inglés y del inglés al japonés por contrato con créditos que incluyen Monster Hunter, Nier, Dragon Quest, Fire Emblem, Tales of, Undertale y más.  La compañía lleva el nombre del nivel final de Super Mario Bros.

## Traducción
8-4 generalmente se involucra en el proceso de localización a mitad del desarrollo de un juego, obteniendo acceso a una compilación del juego y del guion. Ocasionalmente, se les invita a participar durante todo el ciclo de desarrollo, como en el caso de Shadows of the Damned. A medida que los editores presionan cada vez más por el lanzamiento mundial simultáneo, han notado una participación cada vez más temprana en los proyectos. En el primer paso del proceso, se familiarizan con el juego y otros en su serie jugando a través de ellos varias veces y tomando notas. Para realizar la traducción real, utilizan grandes hojas de cálculo de Microsoft Excel que contienen el script tanto en japonés como en inglés. Además de la traducción de palabras, sugieren cambios para que el juego sea más accesible para el público occidental. Por ejemplo, en Glory of Heracles, recomendaron que se triplicará la velocidad de batalla para que la lucha sea más emocionante.
El equipo cita a Richard Honeywood, fundador del departamento de localización de Squaresoft, como una influencia en su estilo de traducción. Más allá de simplemente traducir las palabras, 8-4 intenta transmitir la misma experiencia que la versión del idioma original a través de la atención al tono, la interfaz de usuario y las referencias culturales. Debido a su naturaleza de texto pesado, la mayoría de los contratos de 8-4 son para videojuegos de rol como Eternal Sonata, Tales of Vesperia y Star Ocean: The Last Hope, que están más allá de las capacidades de los equipos de traducción internos. Al traducir Dragon Quest VI: Los reinos oníricos, heredaron la guía de estilo Dragon Quest de Honeywood para ayudarlos a mantener la coherencia entre juegos. Hablando de sus proyectos favoritos, buscan juegos como Baten Kaitos Origins, donde los desarrolladores les permitieron hacerse cargo de todos los aspectos de la localización, incluido el script, la depuración, la garantía de calidad y la producción de voz.

## Juegos lanzados
| Año  | Juego                                          | Cliente                        | Notas                                                                          |
| ---- | ---------------------------------------------- | ------------------------------ | ------------------------------------------------------------------------------ |
| 2020 | Tales of Crestoria                             | Bandai Namco Entertainment     | Japonés a inglés                                                               |
| 2019 | SaGa: Scarlet Grace - Ambitions                | Square Enix                    | Japonés a inglés                                                               |
| 2019 | Celeste                                        | Matt Makes Games               | Inglés a japonés                                                               |
| 2019 | Bloodstained: Ritual of the Night              | ArtPlay                        | Japonés a inglés                                                               |
| 2018 | Deltarune                                      | Toby Fox                       | Inglés a japonés, Puertos de Consola                                           |
| 2018 | Return of the Obra Dinn                        | 3909 LLC                       | Inglés a japonés                                                               |
| 2018 | Dragalia Lost                                  | Nintendo                       | Japonés a inglés                                                               |
| 2018 | Slime Rancher                                  | Monomi Park                    | Inglés a japonés                                                               |
| 2018 | Firewatch                                      | Campo Santo                    | Inglés a japonés                                                               |
| 2018 | Monster Hunter: World                          | Capcom                         | Soporte de traducción al inglés                                                |
| 2017 | Style Savvy: Styling Star                      | Nintendo                       | Japonés a inglés                                                               |
| 2017 | Egglia: Legend of the Redcap                   | Dmm.com                        | Japonés a inglés                                                               |
| 2017 | Undertale                                      | Toby Fox                       | Inglés a japonés, puertos de consola, publicidad                               |
| 2017 | Fire Emblem Echoes: Shadows of Valentia        | Nintendo                       | Japonés a inglés                                                               |
| 2017 | NieR: Automata                                 | Square Enix                    | Japonés a inglés                                                               |
| 2016 | Azure Striker Gunvolt 2                        | Inti Creates                   | Japonés a inglés                                                               |
| 2016 | Gotta Protectors                               | Ancient                        | Japonés a inglés                                                               |
| 2016 | Mario & Sonic en los Juegos Olímpicos Río 2016 | Sega                           | Japonés a inglés                                                               |
| 2016 | Shovel Knight                                  | Juegos de Club del yate        | Inglés a japonés                                                               |
| 2016 | Mighty No. 9                                   | Comcept                        | Japonés a inglés, consultoría, administración comunitaria, relaciones públicas |
| 2016 | Super Time Force Ultra                         | Capybara Games                 | Inglés a japonés                                                               |
| 2015 | Xenoblade Chronicles X                         | Nintendo                       | Japonés a inglés                                                               |
| 2015 | Neko Atsume                                    | Hit-Point                      | Japonés a inglés                                                               |
| 2015 | Rogue Legacy                                   | Cellar Door Games              | Editor japonés                                                                 |
| 2014 | Tales of Hearts R                              | Bandai Namco Entertainment     | Japonés a inglés                                                               |
| 2014 | Azure Striker Gunvolt                          | Inti Creates                   | Japonés a inglés                                                               |
| 2014 | Wind-up Knight 2                               | Robot Invader                  | Inglés a japonés                                                               |
| 2014 | Threes!                                        | Sirvo                          | Inglés a FGJ                                                                   |
| 2014 | Drakengard 3                                   | Square Enix                    | Japonés a inglés                                                               |
| 2014 | Boom Beach                                     | Supercell                      | Inglés a japonés                                                               |
| 2013 | République                                     | Camouflaj LLC                  | Inglés a FGS                                                                   |
| 2013 | Hay Day                                        | Supercell                      | Inglés a japonés, consultoría                                                  |
| 2013 | Tales of Xillia                                | Bandai Namco Entertainment     | Japonés a inglés                                                               |
| 2013 | Monster Hunter Tri                             | Capcom                         | Japonés a inglés                                                               |
| 2013 | Metal Gear Rising: Revengeance                 | Konami                         | Japonés a inglés                                                               |
| 2013 | Fire Emblem: Awakening                         | Nintendo                       | Japonés a inglés                                                               |
| 2013 | Skulls of the Shogun                           | 17-BIT                         | Escritura inglesa, inglés a FIGSPCJKR                                          |
| 2013 | Rise of the Blobs                              | Robot Invader                  | Inglés a japonés                                                               |
| 2012 | Superbrothers: Sword & Sworcery EP             | Capybara Games                 | Inglés a japonés, promoción, marketing                                         |
| 2012 | Steel Battalion: Heavy Armor                   | Capcom                         | Japonés a inglés                                                               |
| 2012 | Gravity Rush                                   | Sony Interactive Entertainment | Edición al inglés                                                              |
| 2012 | Dragon's Dogma                                 | Capcom                         | Japonés a inglés                                                               |
| 2012 | Skullgirls                                     | Reverge Labs                   | Comunicación entre oficina                                                     |
| 2012 | Touch My Katamari                              | Bandai Namco Entertainment     | Japonés a inglés                                                               |
| 2012 | Tales of the Abyss                             | Bandai Namco Entertainment     | Japonés a inglés                                                               |
| 2012 | Soulcalibur V                                  | Bandai Namco Entertainment     | Japonés a inglés                                                               |
| 2012 | Tales of Graces f                              | Bandai Namco Entertainment     | Japonés a inglés                                                               |
| 2011 | Fossil Fighters: Champions                     | Nintendo                       | Japonés a inglés                                                               |
| 2011 | Otomedius Excellent                            | Konami                         | Japonés a inglés                                                               |
| 2011 | The Black Eyed Peas Experience                 | Ubisoft                        | Guion inglés                                                                   |
| 2011 | Aquaria                                        | Semi Secret Software           | Inglés a japonés                                                               |
| 2011 | Zoo Resort 3D                                  | Ubisoft                        | Japonés a inglés                                                               |
| 2011 | Wind-up Knight                                 | Robot Invader                  | Inglés a japonés                                                               |
| 2011 | Epic Mickey                                    | Disney Interactive Studios     | Inglés a japonés                                                               |
| 2011 | Shadows of the Damned                          | Grasshopper Manufacture        | Japonés a inglés, inglés a japonés                                             |
| 2011 | Dead or Alive: Dimensions                      | Tecmo Koei                     | Japonés a inglés                                                               |
| 2011 | Dragon Quest VI: Los reinos oníricos           | Nintendo                       | Japonés a inglés                                                               |
| 2010 | Echochrome II                                  | Sony Interactive Entertainment | Japonés a inglés                                                               |
| 2010 | Adrenalin Misfits                              | Konami                         | Japonés a inglés                                                               |
| 2010 | Castlevania: Harmony of Despair                | Konami                         | Japonés a inglés                                                               |
| 2010 | Monster Hunter Tri                             | Capcom                         | Japonés a inglés                                                               |
| 2010 | Nier                                           | Square Enix                    | Japonés a inglés                                                               |
| 2010 | The Eye of Judgment: Legends                   | Sony Computer Entertainment    | Japonés a inglés                                                               |
| 2010 | Super Monkey Ball: Step & Roll                 | Sega                           | Japonés a inglés                                                               |
| 2010 | Star Ocean: The Last Hope International        | Square Enix                    | Japonés a inglés                                                               |
| 2010 | White Knight Chronicles International          | Sony Computer Entertainment    | Japonés a inglés                                                               |
| 2010 | Glory of Heracles                              | Nintendo                       | Japonés a inglés                                                               |
| 2009 | Tekken 6                                       | Namco Bandai Games             | Japonés a inglés                                                               |
| 2009 | Petz Hamsterz Ramo                             | Ubisoft                        | Japonés a inglés                                                               |
| 2009 | Undead Knights                                 | Tecmo                          | Japonés a inglés                                                               |
| 2009 | Katamari Forever                               | Namco Bandai Games             | Japonés a inglés                                                               |
| 2009 | Soulcalibur: Broken Destiny                    | Namco Bandai Games             | Japonés a inglés                                                               |
| 2009 | Imagine: Makeup Artist                         | Ubisoft                        | Japonés a inglés                                                               |
| 2009 | Tenchu: Shadow Assassins (PSP)                 | Ubisoft                        | Japonés a inglés                                                               |
| 2009 | Star Ocean: The Last Hope                      | Square Enix                    | Japonés a inglés                                                               |
| 2009 | Fire Emblem: Shadow Dragon                     | Nintendo                       | Japonés a inglés                                                               |
| 2009 | Tenchu: Shadow Assassins (Wii)                 | Ubisoft                        | Japonés a inglés                                                               |
| 2008 | Imagina: Ballet Star                           | Ubisoft                        | Japonés a inglés                                                               |
| 2008 | Castlevania Judgment                           | Konami                         | Japonés a inglés                                                               |
| 2008 | Tales of Symphonia: Dawn of the New World      | Namco Bandai Games             | Japonés a inglés                                                               |
| 2008 | Eternal Sonata (PS3)                           | Namco Bandai Games             | Japonés a inglés                                                               |
| 2008 | Tales of Vesperia                              | Namco Bandai Games             | Japonés a inglés                                                               |
| 2008 | Soulcalibur IV                                 | Namco Bandai Games             | Japonés a inglés                                                               |
| 2008 | Wild ARMs XF                                   | Xseed Games                    | Japonés a inglés                                                               |
| 2008 | Culdcept Saga                                  | Namco Bandai Games             | Japonés a inglés                                                               |
| 2008 | Ape Quest                                      | Sony Computer Entertainment    | Japonés a inglés                                                               |
| 2007 | Eternal Sonata (Xbox 360)                      | Namco Bandai Games             | Japonés a inglés                                                               |
| 2007 | Wild Arms 5                                    | Xseed Games                    | Japonés a inglés                                                               |
| 2007 | Jeanne d'Arc                                   | Sony Computer Entertainment    | Japonés a inglés                                                               |
| 2007 | Brave Story: New Traveler                      | Xseed Games                    | Japonés a inglés                                                               |
| 2007 | Tales of the World: Radiant Mythology          | Namco Bandai Games             | Japonés a inglés                                                               |
| 2007 | Lunar Knights                                  | Kojima Productions             | Japonés a inglés                                                               |
| 2007 | Rogue Galaxy                                   | Sony Computer Entertainment    | Japonés a inglés                                                               |
| 2006 | Every Extend Extra                             | Q Entertainment                | Japonés a inglés                                                               |
| 2006 | Gunpey DS                                      | Q Entertainment                | Japonés a inglés                                                               |
| 2006 | Gunpey                                         | Q Entertainment                | Japonés a inglés                                                               |
| 2006 | Tales of the Abyss                             | Namco Bandai Games             | Japonés a inglés                                                               |
| 2006 | Baten Kaitos Orígenes                          | Nintendo                       | Japonés a inglés                                                               |
| 2006 | Xenosaga Episode III: Also sprach Zarathustra  | Namco Bandai Games             | Japonés a inglés                                                               |
| 2006 | Warship Gunner 2                               | Koei                           | Japonés a inglés                                                               |
| 2005 | Mario Tenis: Power Tour                        | Nintendo                       | Japonés a inglés                                                               |

## Pódcast
8-4 presenta un pódcast quincenal dedicado a "Japón, videojuegos y videojuegos japoneses", conocido como 8-4 Play . Está alojado por "8-4some" formado por Mark MacDonald, John Ricciardi, Sarah Podzorski y Justin Epperson. Al estar ubicado en Tokio, 8-4 tiene la oportunidad de asistir y compartir noticias sobre muchos eventos de la industria de los videojuegos japoneses, como Tokyo Game Show, Capcom Captivate y Grasshopper Manufacture Hoppers. Como antiguos alumnos de 1UP.com y EGM, mantienen muchas de sus conexiones con el periodismo de videojuegos, incluidos James Mielke (ahora de Q Entertainment ), Shane Bettenhausen ( Ignition Entertainment ) y David Abrams ( Cheap Ass Gamer ), quienes hacen apariciones regulares como invitados en el show. [cita requerida]   También ocasionalmente tienen diseñadores prominentes como invitados como Tetsuya Mizuguchi y Akira Yamaoka. Desde 2012, los episodios del podcast se han alojado en Giant Bomb. Después del terremoto y tsunami de Tōhoku de 2011, 8-4 participó en el evento benéfico Grasstream 2 de Grasshopper Manufacture y en Play For Japan: The Album, encabezado por Akira Yamaoka.